# Pierre Cabanel
Pour les articles homonymes, voir Cabanel.
Pierre Cabanel de son nom complet Achille Pierre Cabanel, né à Montpellier le 10 janvier 1838 et mort dans la même ville le 16 janvier 1918, est un peintre français.

## Biographie
Fils de Suzanne Laviale et François Cabanel un ébéniste, il est le neveu d'Alexandre Cabanel dont il sera l'élève. Alexandre Cabanel réalisera un Portrait de Pierre Cabanel en 1883, portrait qui se trouve au Musée Fabre à Montpellier. La critique le surnomme parfois Cabanel fils,.
Il est membre de la Société des artistes français.
Il prit son deuxième prénom pour ne pas avoir les mêmes initiales que son mentor Alexandre Cabanel.
Médaille de 3e classe à l'exposition de 1873.

## Œuvres principales

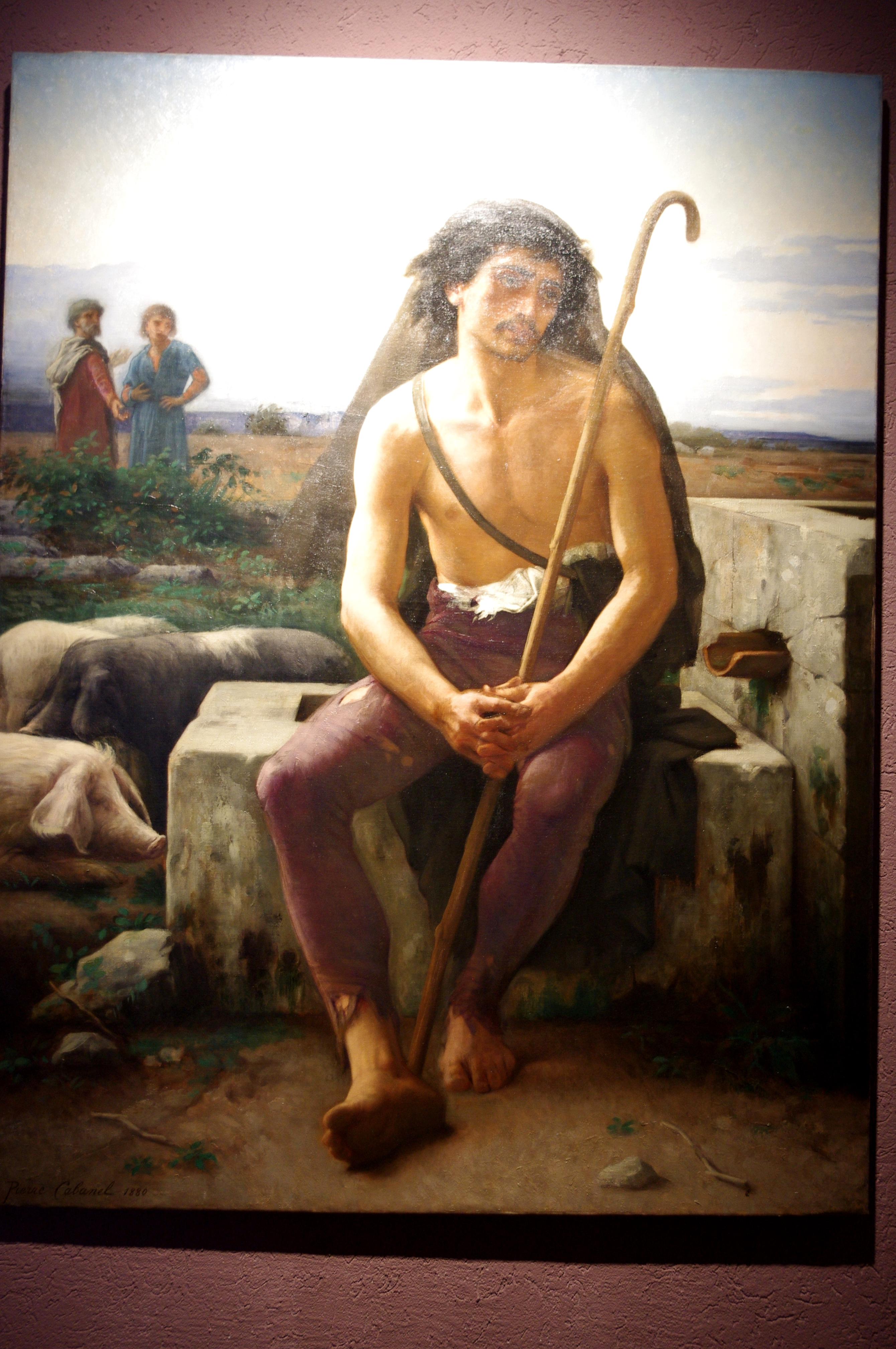
L'Enfant prodigue, 1880

- Hero retrouvant le corps de Léandre, salon de 1869[7], musée Fabre de Montpellier[8]
- Daphnis et Chloé, 1870, collection privée, huile[9]
- La Fuite de Néron, d'après Suétone, salon de 1873[10]
- La Mort d'Abel, salon de 1874[11]
- Nymphe surprise par un satyre, 1875, musée Fabre de Montpellier[8]
- Naufrages sur les côtes de Bretagne, salon de 1877[12]
- L'Enfant prodigue, Salon de 1880[13], musée Paul-Valéry de Sète
- Philoctète abandonné à l'île de Lemnos, Salon de 1867, musée Paul-Valéry de Sète
- Une jeune fille des environs de Naples[14].